# 비디오 게임 프로듀서
비디오 게임 프로듀서(video game producer)는 비디오 게임 개발을 감독하는 직업이다.